# Libercourt
Libercourt ist eine französische Stadt mit 8047 Einwohnern (Stand 1. Januar 2022) im Département Pas-de-Calais in der Region Hauts-de-France. Sie gehört zum Arrondissement Lens und zum Gemeindeverband Hénin-Carvin.

## Lage
Die Stadt Libercourt liegt an der Grenze zum Département Nord im ehemaligen Nordfranzösischen Kohlerevier, 16 Kilometer von Lens und 20 Kilometer von Lille entfernt. Der Nachbarort Carvin befindet sich in fünf Kilometern Entfernung. Libercourt hat einen Bahnhof an der Strecke Lille-Paris. Nachbargemeinden von Libercourt sind Camphin-en-Carembault und Phalempin im Norden, Wahagnies im Nordosten, Thumeries im Osten, Ostricourt im Südosten, Oignies im Süden sowie Carvin im Westen. Alle Nachbargemeinden sind miteinander baulich zusammengewachsen. Durch das Gebiet der Kleinstadt führt die Autoroute A1. Libercourt ist geprägt von Hinterlassenschaften des SAzteinkohlebergbaus. An diese Tradition erinnern noch die Bergarbeitersiedlungen Cité du Bois d'Épinoy, Cité de la Gare, Cité de la Faisanderie, Cité de Garguetelles, Cité des Beaux Sart und Cité Mermoz sowie Reste von Abraumhalden.

## Geschichte
Am 1. September 1947 wurde Libercourt per Dekret des Conseil d’État aus der Gemeinde Carvin ausgegliedert.

Bereits im April 1890 hatten Bewohner des Ortes in einer Schrift die Selbstständigkeit von Libercourt gefordert. Zu dieser Zeit hatte der Ort 900 Einwohner. Die Entfernung zum Nachbarort Carvin betrug etwa fünf Kilometer, außerdem waren die beiden Orte durch einen etwa zwei Kilometer breiten Waldstreifen getrennt. Am 18. Juli 1890 forderte der Präfekt per Erlass eine Untersuchung der Teilung der Gemeinde. Dies wurde vom Gemeinderat Carvins jedoch negativ beantwortet, da Libercourt weder über eine eigene Schule noch über eigene Verwaltungsstrukturen verfügte. 1897 wurde ein erneuter Versuch gestartet, Libercourt von Carvin loszulösen, der jedoch im März 1900 von den Behörden erneut abgelehnt wurde. Eine Petition im Oktober 1925 erreichte 481 Unterschriften, blieb aber dennoch erfolglos. 1937 ordnete der Präfekt eine erneute Umfrage an, dabei waren 1090 Bewohner des Ortes für eine Selbstständigkeit der Gemeinde, diese scheiterte aber erneut am Gemeinderat von Carvin. Am 2. April 1947 stimmte schließlich auch dieser für die Selbstständigkeit von Libercourt.

## Bevölkerungsentwicklung
| Jahr                       | 1962   | 1968   | 1975 | 1982   | 1990 | 1999 | 2006 | 2016 | 2022 |
| Einwohner                  | 10.523 | 10.726 | 9837 | 10.093 | 9760 | 8854 | 8722 | 8396 | 8047 |
| Quellen: Cassini und INSEE |        |        |      |        |      |      |      |      |      |

## Sehenswürdigkeiten

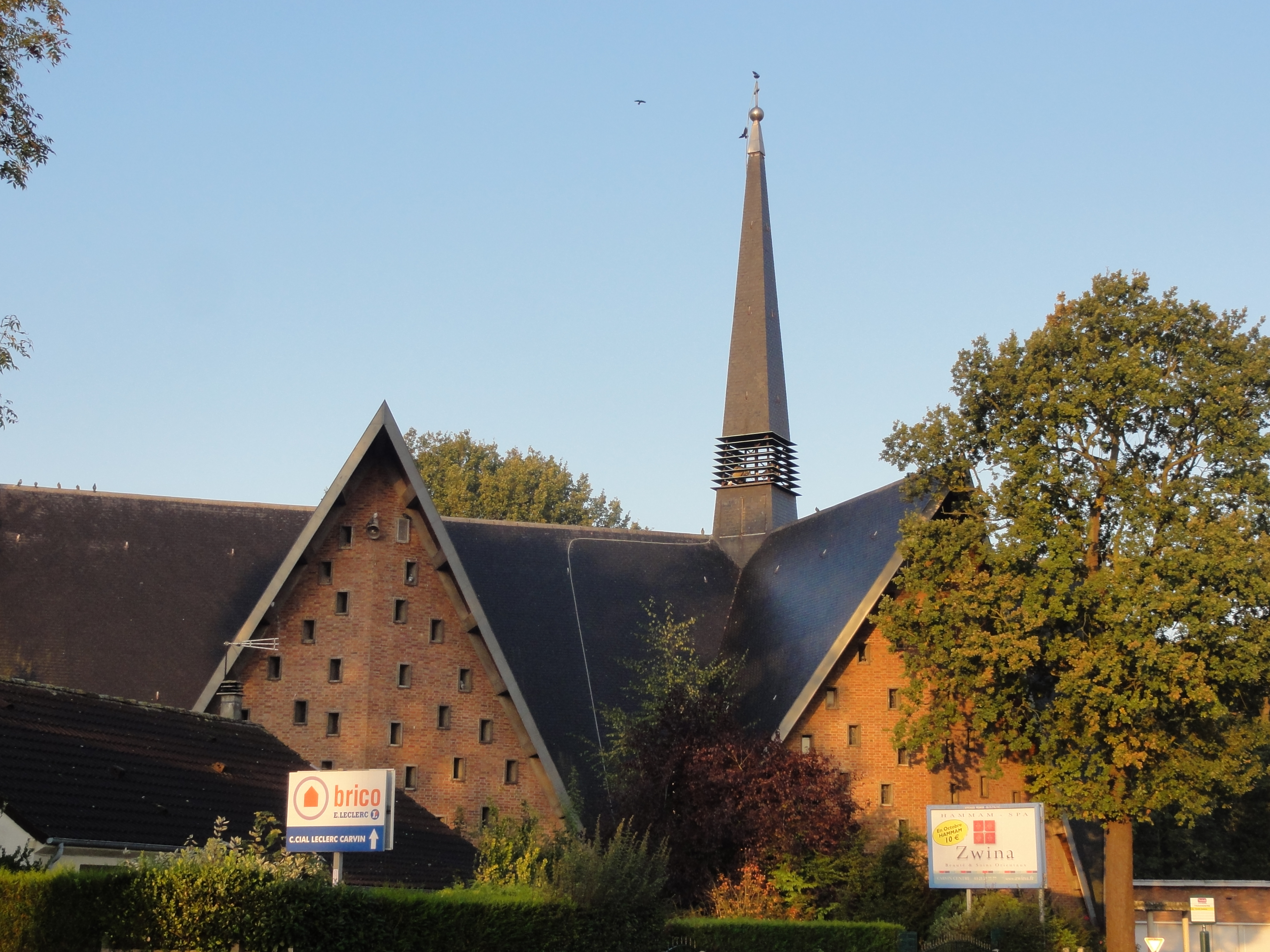
Kirche Saint-Henri
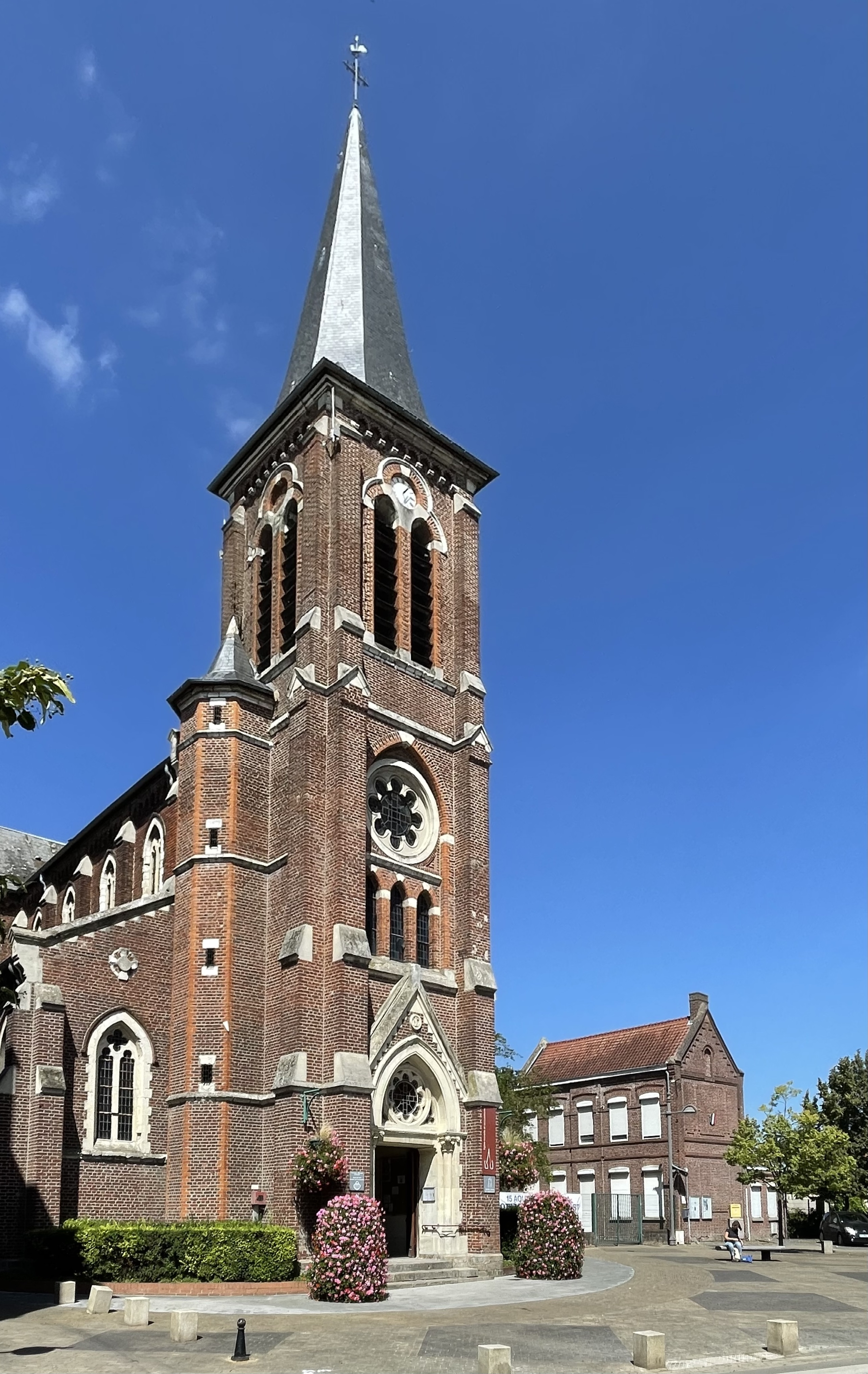
Kirche Mariä Himmelfahrt
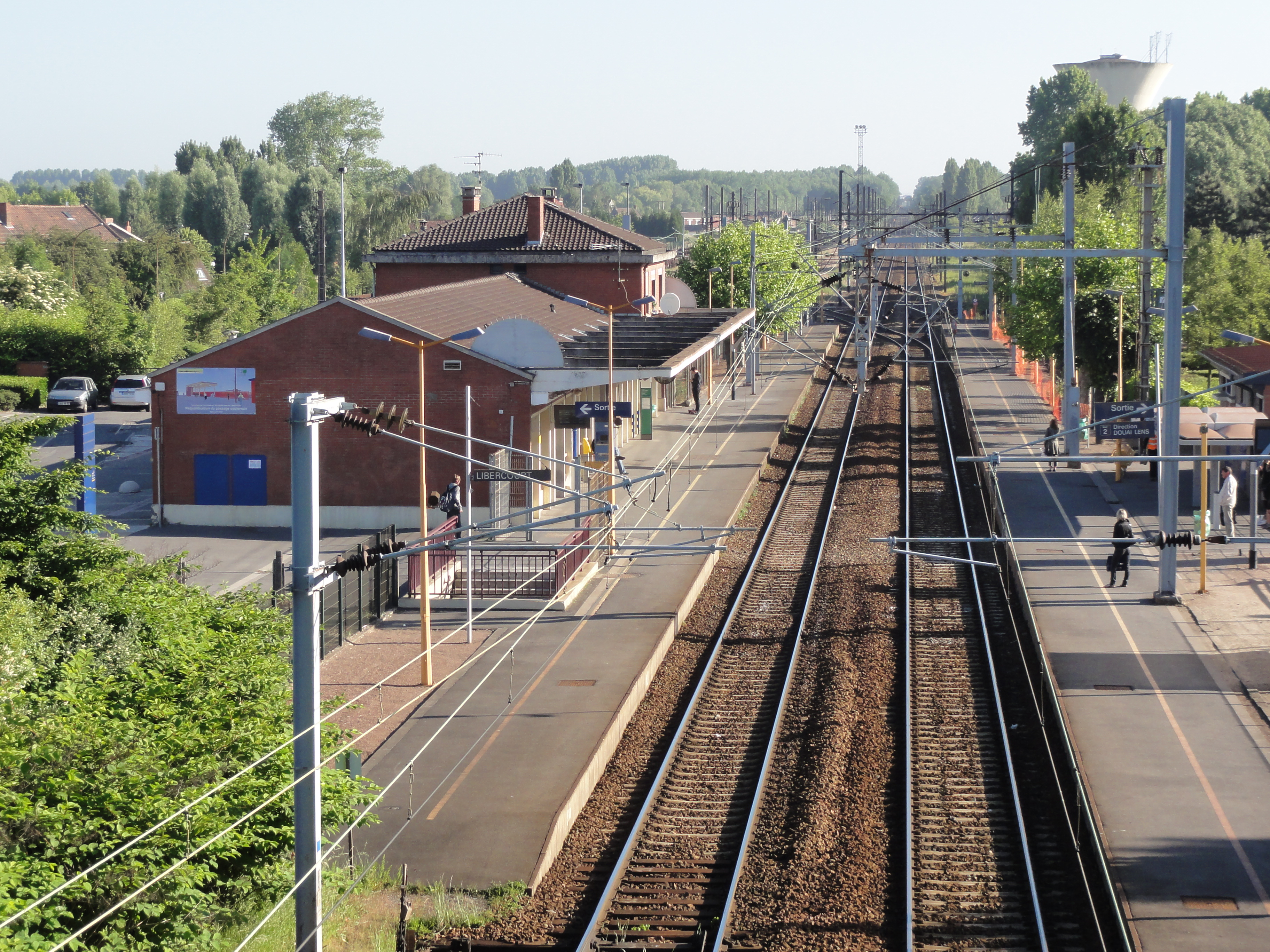
Bahnhof
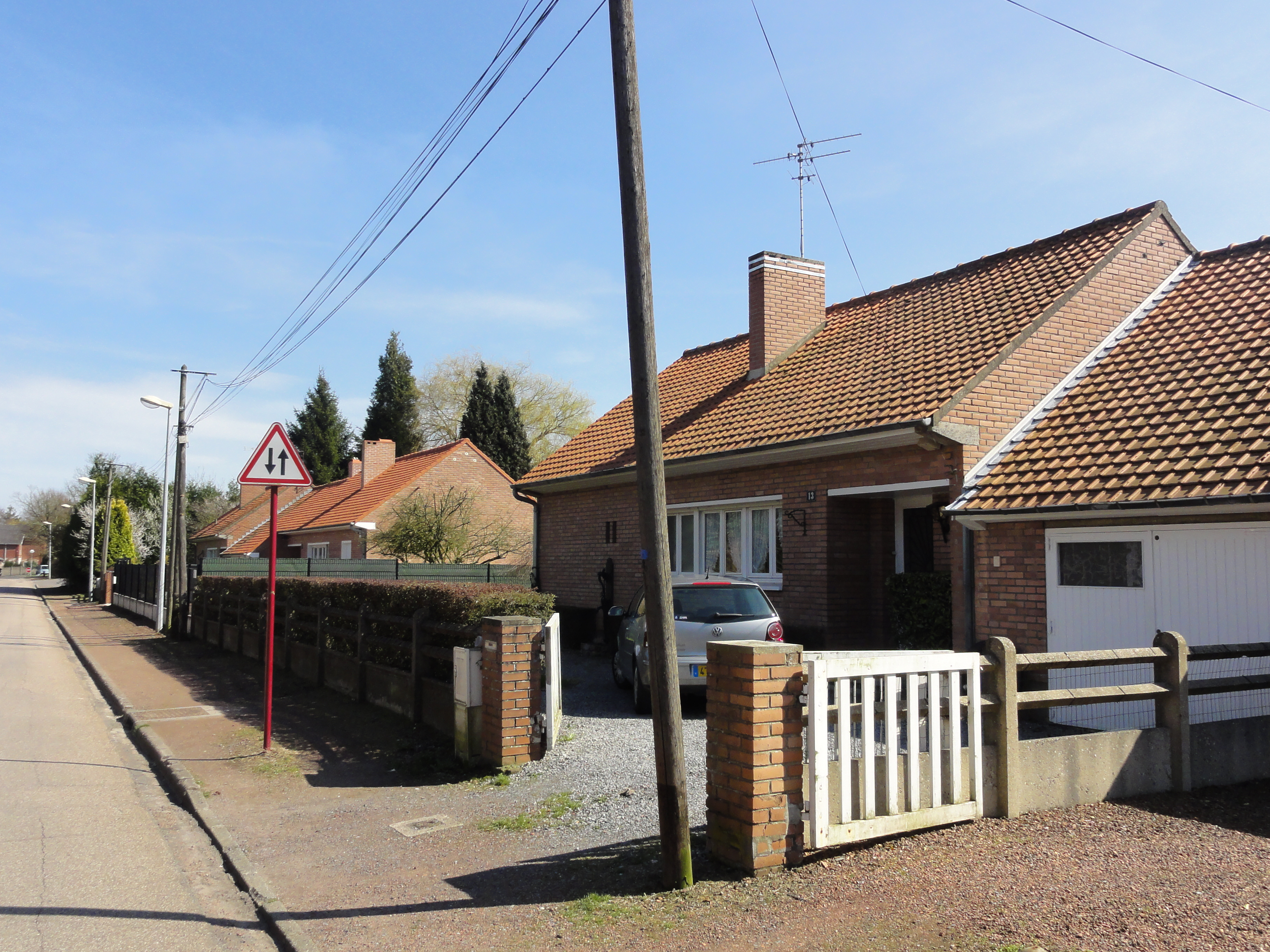
Bergarbeiterhäuser der ehemaligen Zeche Nr. 2
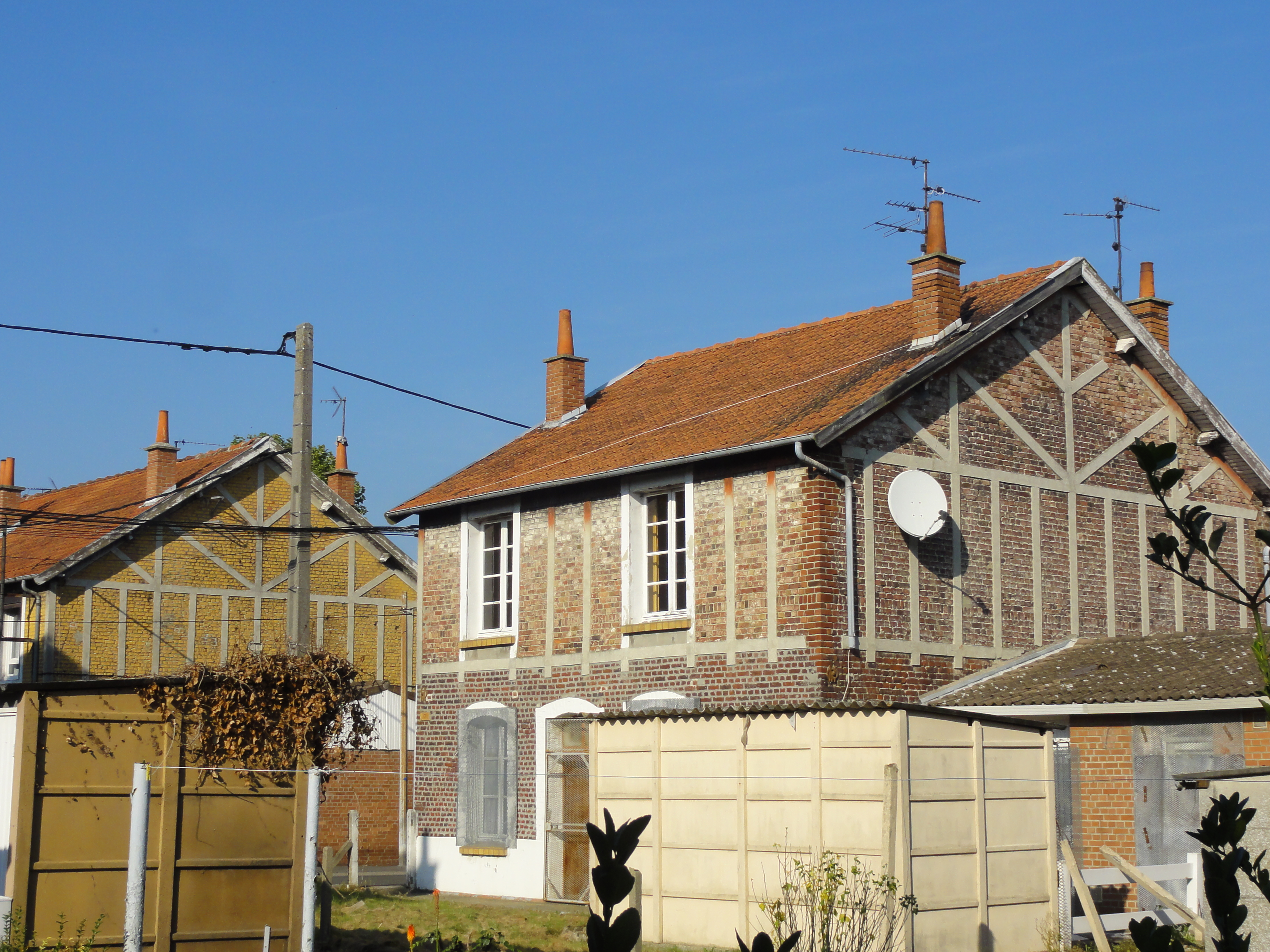
Bergarbeiterhäuser der ehemaligen Zeche Nr. 5
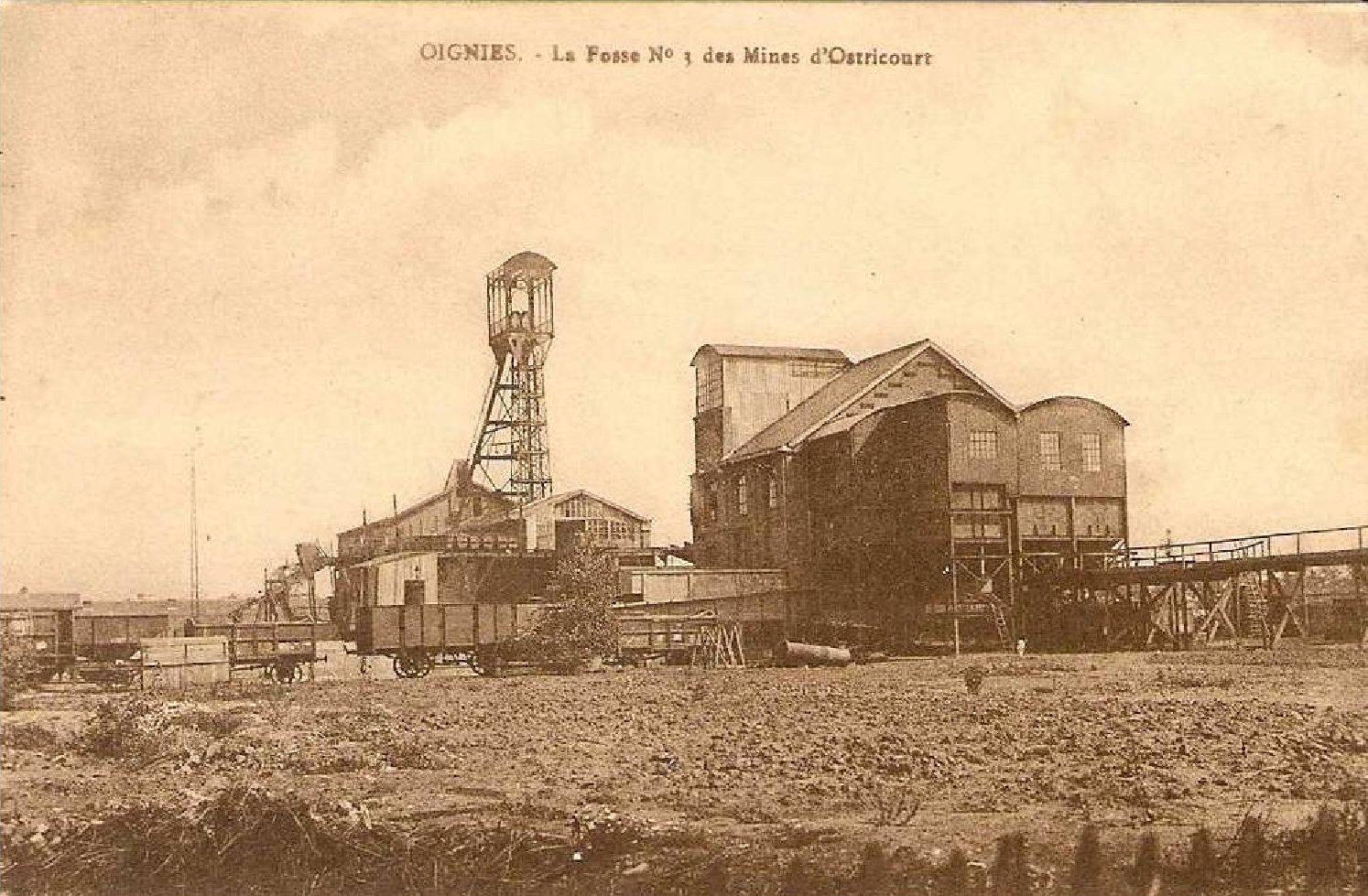
Ehemalige Zeche Nr. 3
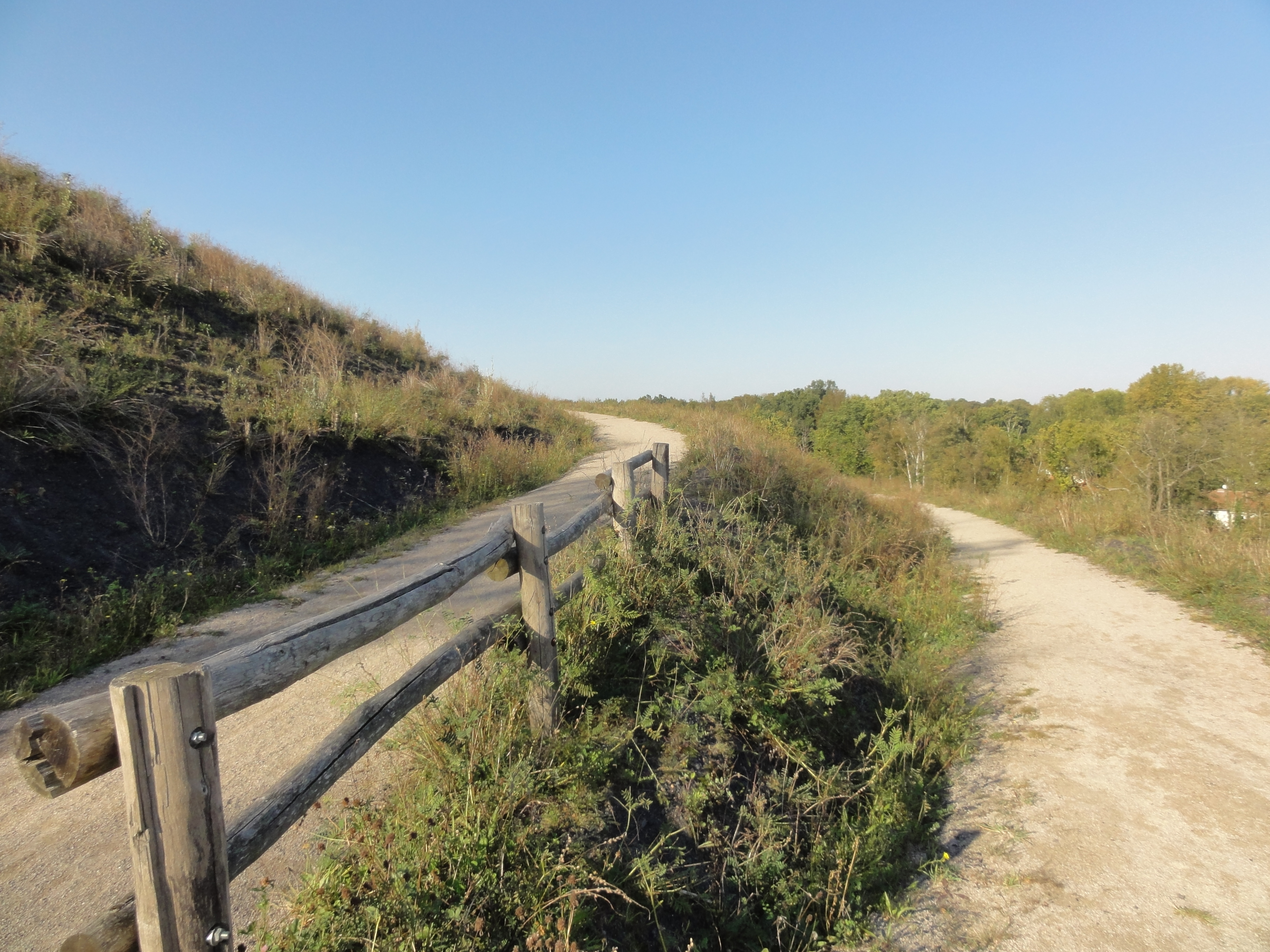
Abraumhalde Nr. 115

- zwei Wassertürme

- Kirche Saint-Henri
- Kirche Mariä Himmelfahrt
- Bahnhof
- Bergarbeiterhäuser der ehemaligen Zeche Nr. 2
- Bergarbeiterhäuser der ehemaligen Zeche Nr. 5
- Ehemalige Zeche Nr. 3
- Abraumhalde Nr. 115

## Städtepartnerschaft
- Jarocin, Polen, seit 1978[1]

## Belege
1. ↑  http://www.libercourt.com/index.php